# アウトビアンキ・A111
A111 はイタリアのフィアット傘下の自動車メーカー、アウトビアンキが1969年から1972年まで生産した小型乗用車である。全長4mを僅かに超える4ドアセダンはほぼフィアット・124並みの大きさで、エンジンも共通だが、A111はアウトビアンキのブランドで生産された中では最大型の乗用車であった。

## 概要
1964年に登場して1970年まで生産されたプリムラの後継モデルと言え、設計者のダンテ・ジアコーサがプリムラで初めて実用化した横置きエンジンとトランスミッションを横一線に並べて配置したジアコーサ式前輪駆動方式を踏襲した。同じく1969年に登場した親会社のフィアット初のジアコーサ式前輪駆動車・フィアット・128よりは一回り大きいモデルであった。
ボディスタイルは角張ったノッチバックスタイルの4ドアセダン一種で、フィアット・125のものを二灯式にしたような矩形ヘッドライトが特徴であったが、全体的にはフィアット・128/フィアット・124を始めとする当時のフィアット製4ドア車の典型的なデザインである。
プリムラがフィアット・128の発売前の市場調査的な性格を担って登場したことを考えれば、A111はフィアット・124の前輪駆動化のための観測気球であったとも考えられるが、実際に124の後継車となったフィアット・131は後輪駆動車で、フィアットがこのクラスの乗用車を前輪駆動とするのは1983年に登場したレガータからである。A111に続くアウトビアンキ車にもフィアット車の中にも車格や機構的にA111の直接的な後継車となるものはなく、A111は僅か3年後の1972年に累計生産台数56,984台をもって消滅した。エンジンやトランスミッション、ボディスタイルは発売から生産中止までずっと一種類のみであった。 当時、英国に駐在していた本田技研工業の木澤博司がA111を購入し日本に持ち帰り、初代シビックの開発の参考にしたことが知られている。
その後のアウトビアンキはA112やY10などの所謂スーパーミニ級乗用車の生産に専念し、A110クラスの乗用車はフィアットを除けば、奇しくもA111担当と同じ1969年にフィアット傘下となったランチアが担当することとなった。